# Чемпионат СССР по тяжёлой атлетике 1955
30-й чемпионат СССР по тяжёлой атлетике прошёл с 17 по 20 апреля 1955 года в Минске (Белорусская ССР). В нём приняли участие 117 атлетов, которые были разделены на 7 весовых категорий и соревновались в троеборье (жим, рывок и толчок).

## Медалисты
| Категория                  | Золото                                       | Золото                           | Серебро                                       | Серебро                      | Бронза                                     | Бронза                       |
| До 56 кг (легчайший вес)   | Владимир Стогов Вооружённые Силы Москва      | 317,5 кг (97,5 + 95 + 125)       | Владимир Вильховский «Спартак» Москва         | 315 кг (95 + 97,5 + 122,5)   | Бакир Фархутдинов «Динамо» Москва          | 315 кг (100 + 95 + 120)      |
| До 60 кг (полулёгкий вес)  | Рафаэль Чимишкян «Динамо» Тбилиси            | 347,5 кг (102,5 + 107,5 + 137,5) | Иван Удодов «Динамо» Ростов-на-Дону           | 340 кг (100 + 105 + 135)     | Юрий Мазуренко «Спартак» Киев              | 327,5 кг (100 + 100 + 127,5) |
| До 67,5 кг (лёгкий вес)    | Александр Фаламеев «Авангеард» Ленинград     | 370 кг (110 + 110 + 150)         | Георгий Щеглов Вооружённые Силы Москва        | 370 кг (107,5 + 117,5 + 145) | Фёдор Никитин Вооружённые Силы Челябинск   | 367,5 кг (120 + 102,5 + 145) |
| До 75 кг (полусредний вес) | Юрий Дуганов «Искра» Ленинград               | 407,5 кг (120 + 130 + 157,5)     | Фёдор Богдановский Вооружённые Силы Ленинград | 402,5 кг (125 + 120 + 157,5) | Хасан Яглы-Оглы «Локомотив» Харьков        | 392,5 кг (115 + 122,5 + 155) |
| До 82,5 кг (средний вес)   | Трофим Ломакин Вооружённые Силы Москва       | 432,5 кг (130 + 130 + 172,5)     | Василий Степанов «Динамо» Рига                | 410 кг (130 + 125 + 155)     | Иван Новик «Спартак» Минск                 | 405 кг (125 + 125 + 155)     |
| До 90 кг (полутяжёлый вес) | Аркадий Воробьёв Вооружённые Силы Свердловск | 460 кг (140 + 142,5 + 177,5)     | Фёдор Осыпа «Динамо» Харьков                  | 447,5 кг (142,5 + 140 + 165) | Михаил Булгаков «Локомотив» Новосибирск    | 412,5 кг (125 + 130 + 157,5) |
| Свыше 90 кг (тяжёлый вес)  | Алексей Медведев «Крылья Советов» Москва     | 450 кг (142,5 + 137,5 + 170)     | Евгений Новиков Вооружённые Силы Вильнюс      | 445 кг (145 + 130 + 170)     | Альберт Алтунин «Локомотив» Ростов-на-Дону | 425 кг (135 + 127,5 + 162,5) |